# Пребиловци
Пребиловци су насељено мјесто у Босни и Херцеговини, у граду Чапљина, које административно припада Федерацији Босне и Херцеговине. Налазе се у јужној Херцеговини, на лијевој обали ријеке Брегаве, три километра од Чапљине и тридесетак километара јужно од Мостара. Према попису становништва из 1991. године, у насељу је живјело 174 становника. Према прелиминарним подацима пописа становништва из 2013. године, у насељеном мјесту Пребиловци укупно је пописано 57 лица.

## Географија
Пребиловци се налазе у јужној Херцеговини. Леже у кањону лијеве обале ријеке Брегаве у непосредној близини њеног ушћа у Неретву, испод села Клепци, надомак важних саобраћајница, због чега се сматра да има стратешки положај.
Терен је брдско-крашки, са благом климом и великим бројем сунчаних дана. Некад веома развијено сточарство, утицало је на укупан друштвени живот Пребиловаца. Највише су се гајиле овце, краве и коњи. Говеда су гоњена на испашу у Хутово блато, а овај облик испаше се дјелимично и данас одржава. Предјели су богати љековитим и медоносним биљкама, као што су: драча, дубачац, ива, кантарион, нар, дријен, жалфија, мајчина душица, бели и црни сљез, купина, глог, смрека и друго.

## Историја
Мало је насеља у Босни и Херцеговини која имају таку бурну историју као Пребиловци у Херцеговини. Насеља руралног типа, као што су Пребиловци, мало је и у свијету а да су тако страдали. У Другом свјетском рату од преко 1000 становника, рат је преживјело само 172 људи. У грађанском рату у БиХ 1992. године становништво из Пребиловаца је протјерано а село запаљено. Храм посвећен Сабору српских светитеља и пребиловачких великомученика у чијој су крипти били сахрањени посмртни остаци жртава из Другог свјетског рата је миниран. Другог дана по Васкрсу, 2010. године, Светом архијерејском литургијом коју је служио епископ Захумско-херцеговачки и приморски Г. Григорије, означен је почетак обнове храма на мјесту срушеног.

### Средњи вијек
У селу се налази средњовјековно гробље у данашњем православном гробљу. На једном од стећака се налази лијепо израђен грб на штиту са мачем. На штиту су четири розете са унутра урезаним крстићима. На једном другом стећку је израђен срцолики штит са мачем. Тај гроб је припадао, вјероватно, Прибиловићу или Прибилу за које историчари везују настанак и име села. Име села Пребиловци (рјеђе је данас у употреби и име Прибиловци) настало је у Средњем вијеку, по старој српској породици Прибиловић. Ова породица помиње се у историјским изворима, у Повељи босанског бана Стефана од 18. септембра 1332. године, гдје се говори о уређењу међусобних односа са Дубровником. Помињу се ови Хумљани као свједоци на повељи; велики војвода Владислав Галешић, Радослав Хлапеновић, Милтен Драживојевић, жупани Вукац и Иван Прибиловић по којима је село добило име Пребиловци. Стефан Прибиловић се 1378. године спомиње као војвода Хумске земље; од њега је бан Далмације тражио да пошаље војну помоћ Стону. Претпоставља се да би име Пребиловци могло настати у XIV вијеку.
Послије Прибиловића у селу Пребиловцима као најстарија породица помињу се Драгићевићи. Драгићевићи, се помињу у историјским изворима у XIV вијеку. Помињу се у Дечанској хрисовуљи 1335. године. Живјели су на простору села Љубомира и Попова поља код Требиња одакле се покрећу ка Пребиловцима. У периоду од 1419. до 1454. године помиње се као свједок на повељама кнез Ђурађ Драгићевић. Турска освајања у Херцеговини 1481. године затекла су Драгићевиће у Пребиловцима.

### Први свјетски рат
Пребиловци су били врло напредно село тако су на пример у српским добровољцима у Солуну били њих 23 при чему само из једне куће — Николе Булата — три брата Митар, Милна и Новица, два брата Брњашића Лако и Ћетко и други. Из Пребиловаца су аустроугарске власти хапсиле Србе, слали у логоре и таоце убијале. После рата нису се светили својим злочинцима. Иако су их знали били су им комшије и живели без икаквих последица за учињена злодела према Србима. Чак су пребиловски солунски добровољци можда највише и утицали заједно са попом Васом Меданом да се не свете Хрватима, из свога краја који су били шускори, полицијски агенти и мучитељи Срба, организатори антисрпских демонстрација и разбијања српских радњи, цркава и манастира. Њих двадесетак са Љубом Ћиковом из Чапљине отишли су на Домановиће и замолили одред српске војске да одустане од намере убијања злочинаца Хрвата и муслимана који су убијали и гонили у логоре Србе за време Аустрије.

### Други свјетски рат
У Другом свјетском рату село је израсло у симбол страдања српског народа у такозваној Павелићевој НДХ. Бацањем живе дјеце и њихових мајки у јаму Голубинку код Шурманца убијено је око 600 становника овог села. Догодило се то 6. августа 1941. године. У истом мјесецу на више од 40 мјеста убијено је још више од 200 људи из овог села које је пред Други свјетски рат имало око хиљаду становника. У Пребиловцима су, тада, потпуно уништене 52 породице а 36 огњишта је угашено. Страдање су преживјела само 172 становника Пребиловаца. Сви који су преживјели усташке покоље у љето 1941. године вратили су се крајем августа у своје село. Почели су одмах куповати и на друге начине прибављати оружје. Већ у септембру већином су имали пушке и по коју бомбу. Послије неколико састанака договорено је да се у селу формира партизанска чета. Чета у коју су ушли сви борци формирана је 15. октобра 1941. Она је у почетку припадала Столачком, а послије Ситничком партизанском батаљону, али је била дубоко у окупираној територији, 30 km далеко од најближе партизанске јединице. Па иако под врло тешким условима чета је одржавала сталну везу са најближим јединицама и Оперативном штабом за Херцеговину. Поред Пребиловчана, у чети се налазио извјестан број бораца из сусједних села, који су се послије усташких покоља ту склонили. Одмах послије формирања чете усташе су формирале жандармеријску станицу у Лозници и даноноћно одржавале стражу према Пребиловцима.
Српска православна црква слави страдале у овом покољу као Свете мученике пребиловачке. Преминули академик проф. др Милорад Екмечић је син једног страдалника.

### СФРЈ
Већина јама у којима су страдали Срби је 1961. године забетонирано, а поред њих је Савез бораца подигао споменике, у виду белих, гранитних стубова, са натписима на латиници, на којима су помињане убијене жртве фашиста или усташа у лето 1941. године, без помињања броја и националности жртава, чак ни села из којих потичу. Пребиловци су обновљени, али жртве нису вађене из јама. Од 1974. године, родбина жртава је почела организовано, на датуме страдања, у колонама аутомобила да посећује јаме. До 1990. године, свештеницима није дозвољавано да на јамама служе парастосе.
Тек 1990. године, пред педесету годишњицу од страдања у Независној Држави Хрватској, српски народ је почео да скида бетонске оклопе из 13 херцеговачких јама (укључујући и Голубинку), са три велика стратишта. Извађене су кости око 4000 Срба, страдалих у усташким погромима 1941—1945. Поред костура и предмета жртава пронађени су тада докази мучења: бодљикавом жицом, ланцима са катанцима, ексерима и др. Дана 24. новембра 1990. године у Пребиловцима пред школом били су пренесени костурни остаци, који су 4. августа 1991. године сахрањени у крипти цркве. Парастос је тада држао Патријарх Павле. Исте године објављен је и документарни филм „Ево наше деце”, Здравка Шотре о мученичком страдању Срба у Пребиловцима, отварању јаме, сахрани и сведочанствима потомака.

### Рат у БиХ
Пребиловци су страдали и у последњем рату, у јуну 1992. године, у офанзиви „Чагаљ“, која се данас у Хрватској прославља као „Липањске зоре“, када су припадници ХОС-а, ХВО-а, као и редовне хрватске војске, под командом генерала Јанка Бобетка, упале у празно село и спалиле га. Народ је избегао и спасао се, али је село комплетно уништено, оскрнављено је и гробље, а спомен црква и кости жртава из 1941. су минирани експлозивом три пута, док су у крипту убациване авионске бомбе, такозване „крмаче“. Експлозија је била тако снажна да су се кости и зуби утиснули у камен темеља цркве, а камен, цигле и малтер летели више од 150 метара.

### Данас
Касније је на мјесту костурнице заснована депонија смећа, која је уклоњена 2002. Село је тренутно у обнови, а у току је и прикупљање прилога за обнову спомен храма, према пројекту др Предрага Ристића архитекте из Београда. Тренутно у Пребиловцима живи око 60 људи, трећина од оних који су живели раније. Многи још увек немају где да се врате, јер су им куће порушене.
Храм Васкрсења Христовог у Пребиловцима је освећен 8. августа 2015. године.

## Култура
Током 2010. године, након посете студената српског језика Филолошког факултета Универзитета у Београду, покренута је иницијатива да се у селу формира библиотека. Акцију је подржало више националних организација Срба и издавачких предузећа, поред осталих Српска књижевна задруга. Зграда библиотеке постала је некадашња основна школа „Краљ Милутин”. Зграда школе је запаљена 1992. године, али је обновљена захваљујући српском националном друштву „Пребиловци” из Београда.
Библиотека је отворена 2. маја 2016. године као део културно-духовног центра „Свети Милутин”. Добила је име „Света Стана Арнаут”, по учитељици родом из Глушаца у близини Метковића, а која је радила у Пребиловцима. Она је доживела судбину осталих становника овог села. Учитељица Стана Арнаут је 5. августа 1941. године доведена у школу коју су усташе претвориле у сабиралиште и мучилиште народа. Након мучења, заклана је пред зградом школе и бачена у оближњу Ждракановића башчу. Тело су пронашли преживели мештани и сахранили је у породичну гробницу Милана Булута — Каримана где данас почива.
Током 2015. године на иницијативу студенти Филолошког факултета из Београда и Црквене општине Чапљина прикупљено је око 5.000 књига из књижевности, теологије, уметности, историје, те разних енциклопедија за децу и омладину итд.

## Становништво
| Националност       | 2013. | 1991. | 1981. | 1971. | 1961. |
| Срби               | 57    | 172   | 217   | 269   | 337   |
| Југословени        | –     |       | 6     |       |       |
| Хрвати             |       | 1     | 1     |       | 1     |
| Муслимани          |       |       | 1     |       |       |
| остали и непознато |       | 1     |       |       |       |
| Укупно             | 57    | 174   | 225   | 269   | 338   |

|             | \| Демографија[24] \| Демографија[24] \| Демографија[24] \| \| Година \| Становника \| Становника \| \| --------------- \| --------------- \| --------------- \| \| 1961. \| 338 \| \| \| 1971. \| 269 \| \| \| 1981. \| 225 \| \| \| 1991. \| 174 \| \| \| 2013. \| 57 \| \| |            |
| Демографија | |            |
| Година      | Становника | Становника |
| 1961.       | 338 |            |
| 1971.       | 269 |            |
| 1981.       | 225 |            |
| 1991.       | 174 |            |
| 2013.       | 57 |            |